# Pietro Mennea
Pietro Paolo Mennea (Barletta, Itàlia, 28 de juny de 1952 - Roma, 21 de març de 2013) va ser un atleta italià especialista en proves de velocitat.
Pietro Mennea va començar la seva carrera esportiva professional com integrant de l'equip italià de 4x100 que va assolir la medalla de bronze en els Campionats d'Europa de 1971. El seu debut olímpic es va produir un any després als Jocs olímpics de Múnic. A la ciutat alemanya va assolir la medalla de bronze en la prova dels 200 m, després del seu ídol, el soviètic Valeri Borzov, i el nord-americà Larry Black. El 1974 es va produir la consagració de Pietro a l'elit de l'atletisme mundial en assolir el Campionat d'Europa en els 200 m i el subcampionat en 100m i 4x100.
El 1975 va continuar amb els seus èxits, amb victòries a la Universiada de Roma i als Jocs del Mediterrani, però la temporada següent va començar amb resultats mediocres que li van fer prendre la decisió de no acudir als Jocs de Montreal. Finalment la pressió popular li va obligar a acudir als Jocs, i a la ciutat canadenca va assolir el 4t lloc en la final de 200 m i el mateix en el relleu de 4x100. El 1979, durant la celebració de la Universiada, Pietro va assolir el record del món dels 200 m (1972), un rècord que duraria 17 anys fins a ser batut el 1996 pel nord-americà Michael Johnson. Amb aquestes credencials es presentà als Jocs Olímpics de Moscou 1980. Allí assolí per fi el títol olímpic dels 200 m. Després del bronze en el Campionat del Món de Hèlsinki'83 Mennea decideix retirar-se de l'atletisme professional, si bé encara va tornar en dues ocasions, la primera per a assolir el 7è lloc en la final de 200 m dels Jocs Olímpics de Los Angeles 1984 i la segona per a participar en els Jocs Olímpics de Seül 1988 on no superà les sèries inicials.
El 1999 va ser triat eurodiputat fins al 2004.

## Palmarès
| - Jocs Olímpics d'Estiu de 1972: 200 m - Jocs Olímpics d'Estiu de 1980: 200 m - Jocs Olímpics d'Estiu de 1980: 4 × 400 m - Campionat del Món d'atletisme de 1983: 4×100 - Campionat del Món d'atletisme de 1983: 200 m - Campionat d'Europa d'atletisme de 1971: 4 × 100 m - Campionat d'Europa d'atletisme de 1974: 200 m - Campionat d'Europa d'atletisme de 1974: 100 m - Campionat d'Europa d'atletisme de 1974: 4 × 100 m - Campionat d'Europa d'atletisme de 1978: 100 m - Campionat d'Europa d'atletisme de 1978: 200 m - Universiada Moscú 73: 200 m - Universiada Moscú 73: 100 m - Universiada Moscú 73: 4 × 100 m - Universiada Roma 75: 100 m - Universiada Roma 75: 200 m - Universiada México 79: 200 m - Universiada México 79: 4×100 | - Esmirna 71: 200 m - Esmirna 71: 4×100 - Argel 75: 100 m - Argel 75: 200 m - Argel 75: 4×100 - Split 79: 100 - Split 79: 4×100 - Casablanca 83: 4×100 - Casablanca 83: 200 m - 3 cops Campió dels 100 m (1974,1978,1980) - 10 cops Campió dels 200 m (1971-1974,1976-1980,1983-1984) - 1 cop Campió dels 4×100 (1974) - 1 cop Campió dels 4×200 (1974) - Campió d'Europa en Pista Coberta en 400 m (1978) - Campió dels Jocs Mundials Militars en 200 m (1973) - 3 Victòries en la Copa d'Europa d'Atletisme - 1 Victòria en la Copa del Món de Atletisme (1977) |